# 18e armée (Allemagne)
Pour les articles homonymes, voir 18e armée.
La 18e armée (en allemand : 18. Armee) était une armée (regroupement d'unités) de la Heer (armée de terre de la Wehrmacht) lors de la Seconde Guerre mondiale.

## Historique

### Première Guerre mondiale
La 18e armée de l'Empire allemand est créée le 27 décembre 1917 et dissoute en décembre 1918. Elle participe à l'offensive Michaël du printemps 1918. Son chef était Oskar von Hutier.

### Seconde Guerre mondiale
Formée en novembre 1939 dans la Région militaire (Wehrkreis) VI, la 18e armée a fait partie de l'offensive dans les Pays-Bas (bataille des Pays-Bas) et en Belgique (bataille de Belgique) durant l'automne et plus tard déplacée en France en 1940. La 18e armée a ensuite été déplacée vers l'est et a participé à l'opération Barbarossa en 1941. Elle participe à la bataille de Tallinn, au siège de Leningrad, à la bataille de Mga...
La 18e armée a été intégrée au Groupe d'armées Nord jusqu'au début de 1945, quand elle est subordonnée au groupe d'armées Courlande.
En octobre 1944, la 18e armée est encerclée par les offensives de l'Armée rouge et passe le reste de la guerre dans la poche de Courlande.

## Commandants
| Début            | fin              | Grade                  | Commandant             |
| ---------------- | ---------------- | ---------------------- | ---------------------- |
| 5 novembre 1939  | 16 janvier 1942  | Generaloberst          | Georg von Küchler      |
| 16 janvier 1942  | 29 mars 1944     | Generaloberst          | Georg Lindemann        |
| 29 mars 1944     | 2 septembre 1944 | General der Artillerie | Herbert Loch           |
| 5 septembre 1944 | 8 mai 1945       | General der Infanterie | Ehrenfried-Oskar Boege |

### Chefs d'état-major
| Début             | fin               | Grade        | Commandant               |
| ----------------- | ----------------- | ------------ | ------------------------ |
| 5 novembre 1939   | 10 décembre 1940  | Generalmajor | Erich Marcks             |
| 10 décembre 1940  | 19 janvier 1941   | Generalmajor | Wilhelm Hasse            |
| 19 janvier 1941   | 17 novembre 1942  | Generalmajor | Dr Ing. h.c. Kurt Waeger |
| 24 novembre 1942  | 1er décembre 1943 | Generalmajor | Hans Speth               |
| 1er décembre 1943 | 25 janvier 1945   | Generalmajor | Friedrich Foertsch (en)  |
| 25 janvier 1945   | 5 mars 1945       | Oberst i.G.  | Wilhelm Hetzel           |
| 5 mars 1945       | 8 mai 1945        | Generalmajor | Ernst Merk (de)          |

## Ordres de bataille

### Rattachement au groupe d'Armées
| Début          | fin            | Heeresgruppe         |            |
| -------------- | -------------- | -------------------- | ---------- |
| Décembre 1939  | Juin 1940      | Heeresgruppe B       | Westfront  |
| Juin 1940      | Septembre 1940 | OKH                  | Westfront  |
| Septembre 1940 | Mai 1941       | Heeresgruppe B       | Westfront  |
| Mai 1941       | Juin 1941      | Heeresgruppe C       | Ostpreußen |
| Juin 1941      | Janvier 1945   | Heeresgruppe Nord    | Ostfront   |
| Janvier 1945   | Mai 1945       | Heeresgruppe Kurland | Kurland    |

### Unités rattachées
|                  |                            |                                                         |  |
| Date             | Korps                      | Division/Unités                                         |  |
|                  | Armé rattachée             | Armee-Nachrichten-Regiment 520                          |  |
|                  |                            | Kommandeur der Armee-Nachschubtruppen 516               |  |
|                  |                            | Höherer Artilleriekommandeur (de) 303                   |  |
| 10 mai 1940      | XXVI. Armee-Korps          | 254. Infanterie-Division                                |  |
|                  |                            | 256. Infanterie-Division                                |  |
|                  | X. Armee-Korps             | Leibstandarte-SS Adolf Hitler                           |  |
|                  |                            | 1. Kavallerie-Division                                  |  |
|                  |                            | 207. Infanterie-Division                                |  |
|                  |                            | 227. Infanterie-Division                                |  |
|                  | rattaché directement:      | SS-Verfügungsdivision                                   |  |
|                  |                            | 9. Panzer-Division                                      |  |
|                  |                            | 208. Infanterie-Division                                |  |
|                  |                            | 225. Infanterie-Division                                |  |
| 1er juillet 1941 | XXXVIII. Armee-Korps       | 58. Infanterie-Division                                 |  |
|                  |                            | 291. Infanterie-Division                                |  |
|                  | XXVI. Armee-Korps          | 1. Infanterie-Division                                  |  |
|                  |                            | 61. Infanterie-Division                                 |  |
|                  |                            | 217. Infanterie-Division                                |  |
|                  | I. Armee-Korps             | 11. Infanterie-Division                                 |  |
|                  |                            | 21. Infanterie-Division                                 |  |
| Septembre 1941   | L. Armee-Korps             |                                                         |  |
|                  | LIV. Armee-Korps           |                                                         |  |
|                  | XXVI. Armee-Korps          |                                                         |  |
|                  | XXVIII. Armee-Korps        |                                                         |  |
|                  | I. Armee-Korps             |                                                         |  |
| 15 juillet 1944  | XVIII. Armee-Korps         | Feld-Division 12 (L)                                    |  |
|                  |                            | Kampfgruppe Höfer                                       |  |
|                  |                            | 21. Infanterie-Division                                 |  |
|                  |                            | 30. Infanterie-Division                                 |  |
|                  | XXXVIII. Armee-Korps       | 121. Infanterie-Division                                |  |
|                  |                            | 32. Infanterie-Division                                 |  |
|                  |                            | 83. Infanterie-Division                                 |  |
|                  |                            | Feld-Division 21 (L)                                    |  |
|                  | L. Armee-Korps             | 15. Waffen-Grenadier-Division der SS (lettische Nr. 1)  |  |
|                  |                            | 19. Waffen-Grenadier-Division der SS (lettische Nr. 2)  |  |
|                  |                            | 93. Infanterie-Division                                 |  |
|                  |                            | 126. Infanterie-Division                                |  |
|                  |                            | 218. Infanterie-Division                                |  |
|                  |                            | Kampfgruppe Streckenbach                                |  |
|                  | rattaché directement:      | VI. SS-Korps (Stab)                                     |  |
|                  |                            | 207. Sicherungs-Division                                |  |
|                  |                            | 300. Division z.b.V. (Estnische Grenztruppen)           |  |
| Octobre 1944     | I. Armee-Korps             | 11. Infanterie-Division                                 |  |
|                  |                            | 126. Infanterie-Division                                |  |
|                  | X. Armee-Korps             | 14. Panzer-Division                                     |  |
|                  |                            | 30. Infanterie-Division                                 |  |
|                  | XXXIX. Panzer-Korps        | 4. Panzer-Division                                      |  |
|                  |                            | 12. Panzer-Division                                     |  |
|                  |                            | 61. Infanterie-Division                                 |  |
|                  |                            | 225. Infanterie-Division                                |  |
|                  | Armee-Abteilung Grasser    | Feld-Division 21 (L)                                    |  |
|                  |                            | 32. Infanterie-Division                                 |  |
|                  |                            | 81. Infanterie-Division                                 |  |
|                  |                            | 121. Infanterie-Division                                |  |
|                  |                            | 122. Infanterie-Division                                |  |
|                  |                            | 201. Sicherungs-Division                                |  |
|                  |                            | 329. Infanterie-Division                                |  |
| Décembre 1944    | I. Armee-Korps             | 30. Infanterie-Division                                 |  |
|                  |                            | 87. Infanterie-Division                                 |  |
|                  |                            | 126. Infanterie-Division                                |  |
|                  | II. Armee-Korps            | 4. Panzer-Division                                      |  |
|                  |                            | 14. Panzer-Division                                     |  |
|                  |                            | 31. Infanterie-Division                                 |  |
|                  |                            | 32. Infanterie-Division                                 |  |
|                  | II. Armee-Korps            | 11. Infanterie-Division                                 |  |
|                  |                            | 121. Infanterie-Division                                |  |
|                  |                            | 263. Infanterie-Division                                |  |
|                  | III. SS-Panzer-Korps       | 11. SS-Freiwilligen-Panzergrenadier-Division „Nordland“ |  |
|                  |                            | 4. SS-Freiwilligen-Panzergrenadier-Brigade „Nederland“  |  |
|                  | Korpsgruppe Thomaschki     | 83. Infanterie-Division                                 |  |
|                  |                            | 132. Infanterie-Division                                |  |
|                  |                            | 225. Infanterie-Division                                |  |
|                  |                            | 563. Volksgrenadier-Division                            |  |
|                  | rattaché directement:      | 52. Infanterie-Division                                 |  |
|                  |                            | 300. Infanterie-Division                                |  |
| Mars 1945        | I. Armee-Korps             | 132. Infanterie-Division                                |  |
|                  |                            | 218. Infanterie-Division                                |  |
|                  | II. Armee-Korps            | 263. Infanterie-Division                                |  |
|                  |                            | 290. Infanterie-Division                                |  |
|                  |                            | 563. Volksgrenadier-Division                            |  |
|                  | X. Armee-Korps             | Feld-Division 21 (L)                                    |  |
|                  |                            | 30. Infanterie-Division                                 |  |
|                  |                            | 87. Infanterie-Division                                 |  |
|                  |                            | 126. Infanterie-Division                                |  |
|                  | L. Armee-Korps             | 11. Infanterie-Division                                 |  |
|                  |                            | 205. Infanterie-Division                                |  |
|                  |                            | 225. Infanterie-Division                                |  |
|                  | rattaché directement:      | Festungskommandantur Libau                              |  |
|                  |                            | Festungs-Stab 52                                        |  |
|                  |                            | 12. Panzer-Division                                     |  |
|                  |                            | 14. Panzer-Division                                     |  |
|                  |                            | Kampfgruppe 121. Infanterie-Division                    |  |
| 12 avril 1945    | I. Armee-Korps             | 225. Infanterie-Division                                |  |
|                  |                            | 300. Infanterie-Division                                |  |
|                  | II. Armee-Korps            | 87. Infanterie-Division                                 |  |
|                  |                            | 126. Infanterie-Division                                |  |
|                  |                            | 263. Infanterie-Division                                |  |
|                  |                            | 563. Volksgrenadier-Division                            |  |
|                  | X. Armee-Korps             | 30. Infanterie-Division                                 |  |
|                  |                            | 121. Infanterie-Division                                |  |
|                  |                            | Kampfgruppe Gise                                        |  |
|                  | L. Armee-Korps             | 11. Infanterie-Division                                 |  |
|                  |                            | 290. Infanterie-Division                                |  |
|                  | rattaché directement:      | 52. Sicherungs-Division                                 |  |
|                  |                            | 14. Panzer-Division                                     |  |
| 8 mai 1945       | I. Armee-Korps             | 87. Infanterie-Division                                 |  |
|                  |                            | 225. Infanterie-Division                                |  |
|                  | II. Armee-Korps            | 263. Infanterie-Division                                |  |
|                  |                            | 563. Volksgrenadier-Division                            |  |
|                  | X. Armee-Korps             | 30. Infanterie-Division                                 |  |
|                  |                            | 126. Infanterie-Division                                |  |
|                  |                            | 132. Infanterie-Division                                |  |
|                  |                            | Kampfgruppe Gise                                        |  |
|                  | rattaché directement:      | 12. Panzer-Division                                     |  |
|                  | In Libau bei der Verladung | 11. Infanterie-Division                                 |  |
|                  |                            | 14. Panzer-Division                                     |  |